# Brad Euston
Brad Euston, pseudonimo di Ettore Elio Aricò  (Torino, 25 settembre 1939 – Castelnuovo di Porto, 1997), è stato un attore italiano.

## Biografia
Interpreta la sua prima parte di rilievo nel thriller Mania del 1973, diretto da Renato Polselli. Nel film è il professor Brecht, docente di elettronica e scienziato, che studia nella propria solitaria villa la "morte apparente", convinto che un corpo umano "sospeso nell'immobilismo totale" potrebbe essere curato agevolmente.
Precedentemente, nel 1966, aveva interpretato il ruolo di Nelson nel western Per una manciata d'oro del regista Charlie Foster. Nel 1975 recita in Quei paracul...pi di Rolando e Margherito di Jerry Mason, thriller sulla mafia. Nel 1980 recita la parte dell'avvocato in Quando l'amore è oscenità di Renato Polselli.
Cintura nera di karate, ebbe tre mogli e quattro figli. 
Dopo la carriera di attore fu consulente edile e visse talora di espedienti. Morì a Castelnuovo di Porto attorno al 1997 a causa di un cancro alle corde vocali.

## Filmografia
- Per una manciata d'oro (1966)
- Mania, regia di Renato Polselli (1974)
- Quei paracul...pi di Rolando e Margherito (1975)
- Quando l'amore è oscenità, regia di Renato Polselli (1980)